# Campionato mondiale per club FIVB 1992 (femminile)
Il Campionato del Mondo per club FIVB 1992 è stata la 2ª edizione del massimo torneo pallavolistico mondiale per club femminili, ed è stato organizzato dalla FIVB.

Gli incontri si sono disputati nelle Marche: a Fabriano ed Ancona per quanto riguarda la fase a gironi, mentre la fase finale si è giocata a Jesi.

La vittoria finale è andata alle italiane de Il Messaggero Ravenna.

## Sistema di qualificazione
Alla competizione presero parte i campioni continentali provenienti dalle federazioni affiliate alla FIVB. Le squadre partecipanti furono i Campioni d'Europa, i Campioni del Sudamerica, i Campioni del Nord e Centro America i Campioni d'Asia e i Campioni d'Africa.

Le restanti 3 squadre partecipanti furono le padrone di casa del Brummel Ancona, oltre ad una formazione brasiliana ed una russa (le terze classificate alla Coppa dei Campioni, l'Uralochka Ekaterinburg).

## Classifica finale
| Classifica | Squadre               |
| ---------- | --------------------- |
|            | Il Messaggero Ravenna |
|            | Acqua di Fiori Minas  |
|            | Uraločka Ekaterinburg |
| 4          | Brummel Ancona        |
| 5          | Colgate Sao Caetano   |
| 5          | Hitachi               |
| 7          | Chrysler Californians |
| 7          | Posta                 |